# Cape River
Cape River är ett vattendrag i Australien. Det ligger i delstaten Queensland, omkring 970 kilometer nordväst om delstatshuvudstaden Brisbane. Cape River ligger vid sjöarna  Lake Dalrymple och Lake Dalrymple.
I omgivningarna runt Cape River växer huvudsakligen savannskog. Trakten runt Cape River är nära nog obefolkad, med mindre än två invånare per kvadratkilometer. Genomsnittlig årsnederbörd är 751 millimeter. Den regnigaste månaden är mars, med i genomsnitt 165 mm nederbörd, och den torraste är september, med 10 mm nederbörd.